# 루스 그레이브스 웨이크필드
루스 존스 웨이크필드(Ruth Jones Wakefield, 결혼 전 성 그레이브스, 1903년 6월 17일 - 1977년 1월 10일)는 미국의 셰프로, 제과 분야에서의 혁신으로 유명하다. 최초의 초콜릿 칩 쿠키 레시피를 개발했는데, 이는 많은 사람들이 잘못 알고 있는 것과 달리 실수가 아닌 의도적인 발명이었다. 이집트 여행에서 돌아온 후 고안했다고 전해지는 그의 새로운 디저트는 널리 인기를 얻은 톨하우스 초콜릿 칩 쿠키의 영감이 되었다. 웨이크필드는 평생 영양사, 교육자, 사업가, 저술가로 활동했다. 《Ruth Wakefield's, Toll House: Tried and True Recipes》라는 제목의 요리책을 저술했다.

## 사생활
루스 존스 그레이브스는 1903년 6월 17일 매사추세츠주 이스트월폴에서 프레드 그레이브스와 헬렌 베스트 존스 사이에서 태어났다. 매사추세츠주 이스턴에서 자랐으며, 현재의 프레밍엄 주립 대학교인 프레밍엄 주립 가정학교에서 수학했다. 1924년 졸업 후 루스는 브록턴 고등학교에서 가정 경제학을 가르쳤으며, 병원 영양사와 공익 기업의 고객 서비스 담당자로도 일했다. 루스는 1928년 육류 포장 회사 임원인 케네스 도널드 웨이크필드와 결혼했다. 부부는 케네스 도널드 주니어와 메리 제인이라는 두 자녀를 두었다. 1930년, 부부는 플리머스군의 휘트먼에 있는 역사적인 건물을 구입했는데, 이 건물은 1709년경부터 통행료 징수소로 사용되었다고 전해진다. 건물의 전통을 이어받아 케네스와 루스는 이 건물을 숙소로 개조하고 톨하우스 인이라고 이름 지었다. 그의 요리 실력에 대한 소문이 빠르게 퍼져 숙소의 식당은 7개 테이블에서 60개 이상으로 확장되었다.

## 톨하우스 인
웨이크필드와 그의 남편은 톨하우스 인이라 부르는 관광 숙소를 구입했다. 이 이름은 해당 위치가 보스턴과 뉴베드퍼드 사이의 옛 유료 도로에 있었기 때문에 붙여졌다. 루스는 자신의 레시피와 할머니의 오래된 레시피 일부를 사용해 손님들을 위해 요리했고, 이는 매우 성공적이어서 숙소의 식당을 7개 테이블에서 60개로 확장시켰다. 그의 레시피는 매우 인기가 있어 여러 요리책을 출간했는데, 그중 가장 인기 있었던 것은 1931년에 발간된 《Ruth Wakefield's Tried and True Recipes》라는 제목의 요리책이었다.

## 톨하우스 초콜릿 칩 쿠키의 발명
웨이크필드는 고객들에게 제공하던 식민지 스타일의 디저트를 개선하고자 했다. 1938년, 루스는 요리 보조 수 브라이즈와 함께 손님들 사이에서 매우 인기 있었던 얇은 버터스카치 피칸 쿠키를 실험하고 있었다. 그는 원래 블론디 반죽에 녹는 제과용 초콜릿을 넣으려 했으나, 제과 캐비닛에 해당 재료가 떨어진 것을 알게 되었다. 대신 가장 가까운 대체품으로 네슬레 회사의 세미스위트 초콜릿 바를 사용했다. 계속해서 즉흥적으로 대처하며, 루스는 얼음 픽을 사용해 초콜릿을 콩알 크기의 조각으로 부숴 넣었는데, 이것이 오늘날 쿠키의 특징적인 초콜릿 "칩"으로 인식되고 있다. 예상과 달리 이 조각들은 쿠키 전체에 녹아 퍼지지 않고 구워진 후에도 덩어리 형태를 유지했다. 숙소 방문객들은 이 혁신적인 맛을 좋아했고, 이 새로운 디저트로 인해 방문객이 급증했다. 이는 너무나 인기가 있어 신문에도 소개되었고, 웨이크필드 부부는 수많은 사람들로부터 레시피를 요청하는 편지를 받았으며, 톨하우스 초콜릿 칩 쿠키는 당시 가장 인기 있는 디저트가 되었다.
웨이크필드는 네슬레에 레시피를 인쇄하고 그들의 반달콤한 초콜릿을 주요 재료로 홍보할 수 있는 허가를 주는 대가로, 레시피 권리에 대해 1달러를 받았으며, 평생 동안 제과용 초콜릿을 공급받고 네슬레와 컨설팅 계약을 맺었다. 이 기원을 기념하여 네슬레는 제품을 "톨하우스 쿠키"로 브랜드화했다.
웨이크필드가 우연히 이 쿠키를 개발했다는 설이 있는데, 그가 초콜릿 덩어리가 녹아 초콜릿 쿠키가 될 것이라고 예상했다는 것이다. 그러나 이는 사실이 아니다. 웨이크필드는 의도적으로 이 쿠키를 발명했다고 밝혔다. 그는 "우리는 얇은 버터스카치 넛 쿠키를 아이스크림과 함께 제공하고 있었습니다. 모두가 그것을 좋아하는 것 같았지만, 저는 그들에게 뭔가 다른 것을 주고 싶었습니다. 그래서 톨하우스 쿠키를 고안해냈습니다."라고 말했다.

## 톨하우스 쿠키와 제2차 세계대전
톨하우스 쿠키는 1940년 제2차 세계 대전 중에 인기를 얻었다. 루스의 딸(요리 보조로 일했던)은 해외에 있는 매사추세츠주 군인들에게 보낼 선물 꾸러미를 포장하느라 부엌에서 보낸 날들을 회상한다. 그들은 곧 전국 각지에서 다른 주 출신 군인들에게도 톨하우스 쿠키를 포함한 꾸러미를 보내달라는 편지를 받기 시작했다.

## 사망
루스는 1966년에 은퇴하고 톨하우스를 매각했는데, 이 건물은 후에 1984년에 화재로 소실되었다. 루스는 1977년 1월 10일 매사추세츠주 플리머스에서 73세의 나이로 사망했다.